# 霍達基 (舒姆西克區)
50°9′31″N 26°12′10″E / 50.15861°N 26.20278°E
霍達基（烏克蘭語：Ходаки），是烏克蘭的村落，位於該國西部捷爾諾波爾州，由克列梅涅茨區負責管轄，始建於1992年，面積1.48平方公里，2001年人口442，人口密度每平方公里297.8人。